# Purperen zeeklit
De purperen zeeklit of zeehart (Spatangus purpureus) is een zee-egel uit de familie Spatangidae. De wetenschappelijke naam van de soort werd in 1868 voor het eerst geldig gepubliceerd door Otto Friedrich Müller.

## Beschrijving
De purperen zeeklit wordt tot 12 cm groot en is donkerpurper van kleur. Het heeft een enigszins afgeplatte lichaam met een vlak mondoppervlak (onderkant) en een gewelfd aboraal oppervlak (bovenkant). Het is een onregelmatig dier en niet radiaal symmetrisch zoals de meeste zee-egels; er is een inkeping aan de voorkant en de mond is naar voren gericht, terwijl de anus aan de achterkant is. Het ambulacraalstelsel heeft een brede stervorm, vaak met een rand van lange witte stekels. Het dier heeft twee soorten stekels, namelijk veel korte, zijdeachtige, paarsachtige stekels tot 1 cm lang, en minder beige chitineuze stekels van 3-4 cm lang.

## Verspreiding
Deze zeeklit is inheems in de oostelijke Atlantische Oceaan, de Middellandse Zee en het Kanaal. Zijn verspreidingsgebied strekt zich uit van IJsland en de Noordkaap in Noorwegen in zuidelijke richting tot Senegal. Hij leeft ondergedompeld in grof zand of grind, maar zelden in modder. Het dieptebereik loopt van het ondiepe sublitoraal, waar het voorkomt in door golven beschutte gebieden, tot ongeveer 900 meter. Langs de Nederlandse kust was de soort vroeger vrij algemeen maar de aantallen zijn sterk afgenomen.

## Ecologie
Het dieet van purperen zeeklit is onbekend, maar deze soort wordt vaak aangetroffen in bedden van zachte rode algen. Deze zee-egel wordt vaak geassocieerd met een klein tweekleppig weekdier, het geribd zeeklitschelpje (Montacuta substriata), dat zich hecht aan de stekels bij de anus. Een andere metgezel die tussen de stekels leeft, is de borstelworm Malmgreniella castanea, die ongeveer 1 tot 2 cm lang is en grote paarse schubben heeft. De rode kamster (Astropecten aranciacus) is het belangrijkste roofdier en zeebrasems kunnen de mantel verpletteren en de inhoud consumeren. In de Middellandse Zee boort de helmschaal Galeodea echinophora een gat door de mantel en steekt er zijn slurf in om de zachte weefsels binnenin te verteren.